# Xã Wilkinson, Quận Cass, Minnesota
Xã Wilkinson (tiếng Anh: Wilkinson Township) là một xã thuộc quận Cass, tiểu bang Minnesota, Hoa Kỳ. Năm 2010, dân số của xã này là 401 người.